# Dermot O'Hurley
Pour les articles homonymes, voir O'Hurley.
Dermot O'Hurley (c. 1530–19 ou 20 juin 1584), Dermod ou Dermond O'Hurley, en irlandais : Diarmaid Ó hUrthuile) est un archevêque catholique de Cashel, en Irlande pendant le règne d'Élisabeth Ire, qui a été exécuté pour trahison. Il a été béatifié par le pape Jean-Paul II le 27 septembre 1992.